# Air Arabia Egypt
Air Arabia Egypt – egipska tania linia lotnicza z siedzibą w Aleksandrii. Linia jest spółką joint venture pomiędzy egipską firmą podróżniczą i turystyczną, Travco Group i Air Arabia. Głównym hubem linii jest port lotniczy Borg El Arab w Aleksandrii.

## Historia
9 września 2009 emiracka linia Air Arabia poinformowała na konferencji prasowej, że będzie ona dążyć do utworzenia nowej linii lotniczej wraz z egipskim Travco Group oraz rozbudować sieć Air Arabia.
Linie lotnicze są zabezpieczone koncesją od władz egipskich od 22 maja 2010 i rozpoczęły działalność komercyjną 1 czerwca 2010. 

## Flota
Według stanu na maj 2025 flota Air Arabia Egypt  składała się z 4 samolotów o średnim wieku 11,7 lat:
| Samolot         | Samolot | Samolot   | Liczba miejsc | Liczba miejsc | Uwagi |
| Model           | Aktywne | Zamówione | E             | Łącznie       | Uwagi |
| --------------- | ------- | --------- | ------------- | ------------- | ----- |
| Airbus A320-200 | 4       | -         | 174           | 174           |       |
| Łącznie         | 4       | 0         |               |               |       |